# Weesen
Weesen (toponimo tedesco) è un comune svizzero di 1 871 abitanti del Canton San Gallo, nel distretto di See-Gaster; ha il titolo di città.

## Geografia fisica

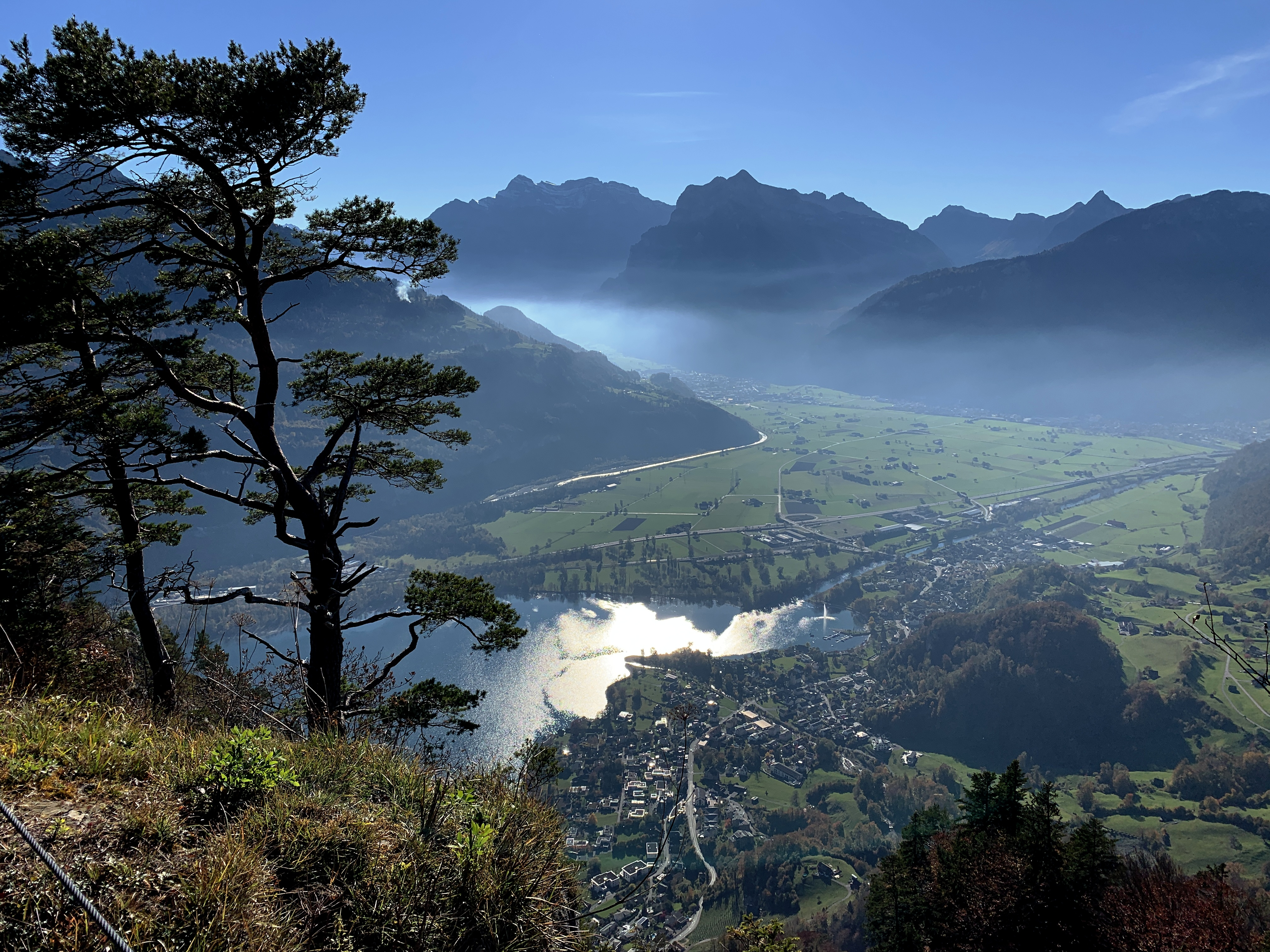
Weesen, il lago di Walenstadt e la piana della Linth

Weesen si trova all'estremità nordoccidentale del lago di Walenstadt, dove questo sbocca nel canale della Linth.

## Monumenti e luoghi d'interesse
- Chiesa parrocchiale cattolica di San Martino, attestata dal 1232 e ricostruita nel 1492 circa[3];
- Chiesa cattolica della Santa Croce sul Bühl, eretta nel XII secolo, attestata dal 1484 e ricostruita nel 1630-1640[3];
- Convento domenicano femminile Rifugio di Maria (fino al 1699 di Santa Verena), eretto nel XV secolo[3];
- Chiesa riformata di Ulrico Zwingli sul Bühl, eretta nel 1913[3].

## Società

### Evoluzione demografica
L'evoluzione demografica è riportata nella seguente tabella:
Abitanti censiti

## Economia
L'economia locale si basa prevalentemente sul turismo.

## Infrastrutture e trasporti

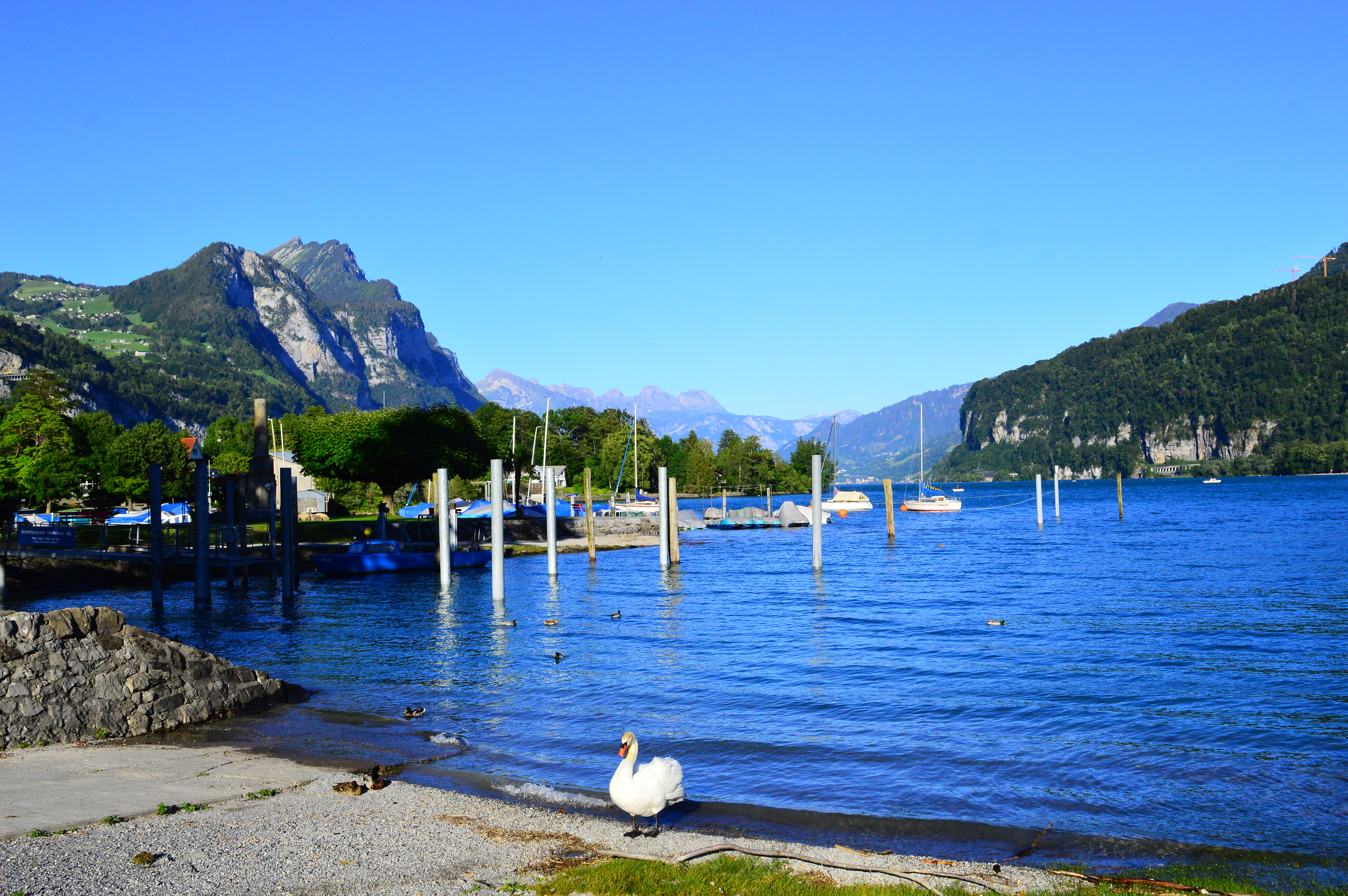
Il molo di Weesen sul lago di Walenstadt

Weesen è servito dalla strada principale 429 e dalle linee di navigazione del lago di Walenstadt; la stazione di Weesen sulle ferrovie Ziegelbrücke-Linthal, Ziegelbrücke-Sargans e Zurigo-Ziegelbrücke-Näfels è dismessa.